# Tscherper

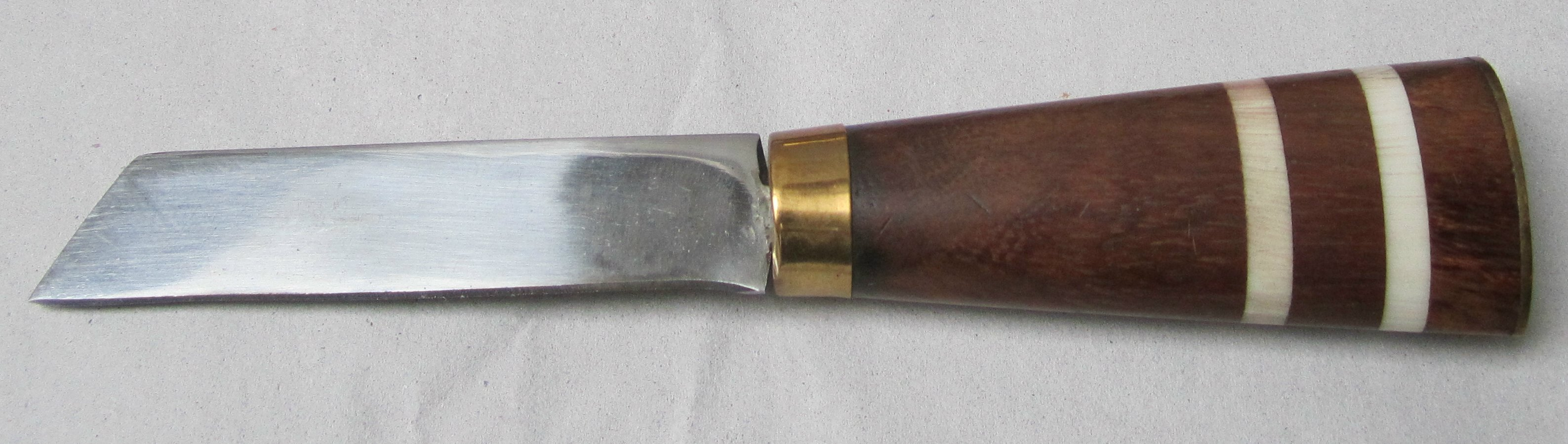
Kleiner Ziertscherper

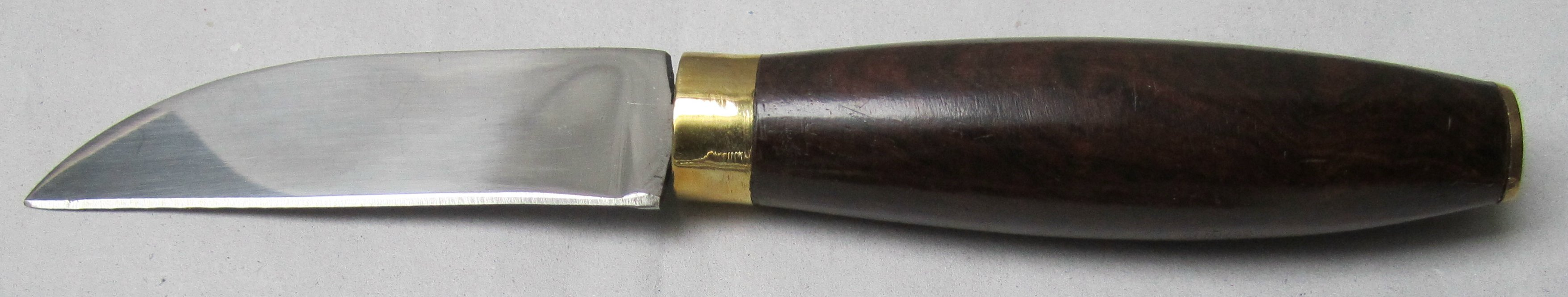
Großer Ziertscherper

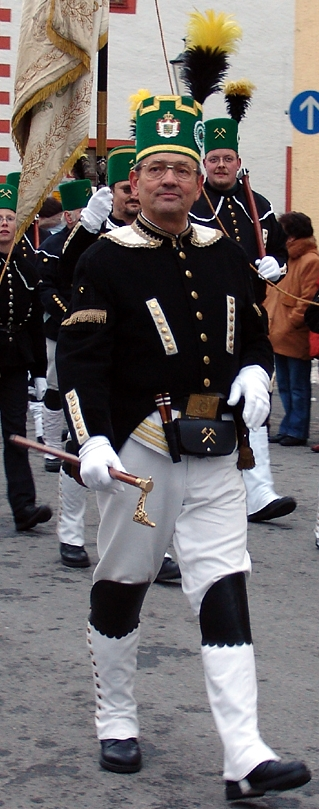
Obersteiger der Frohnauer Bergbrüderschaft mit Tzscherpertasche

Ein Tscherper, auch Tzscherper, ist ein feststehendes Berufsmesser der erzgebirgischen und Oberharzer Bergleute. Es zeigte – zum Habit getragen – den bergmännischen Stand seines Trägers an. Häuer trugen einen, Doppelhäuer zwei Tscherper. Tscherper wurden zuerst im erzgebirgischen Erzbergbau verwendet.

## Etymologie
Der Begriff Tscherper stammt aus dem Slawischen. Der Tscherper war auf beiden Seiten des Erzgebirgskamms zu finden. Ein Ursprung aus dem Tschechischen ist jedoch nicht nachweisbar, da dort ein entsprechendes Wort fehlt. „TSCHERPER, […] m., bergmannsmesser; […] seit dem 15. jh. bezeugt, durchweg mit anlautender affricata: fixorium, cultellus ein czerper […] affricata weisen auch die wenigen mundartl. zeugnisse auf.“ (Deutsches Wörterbuch von Jacob Grimm und Wilhelm Grimm, Band 22, Spalten 1441 - 1446)

### Wortformen
Affricata: Grubentzscherper, Grubentscherper, Tscherper, Tšeerpür, Zscherper, Zschärper, Zschörper, „einen Scherber“ (auch Tscherpermesser).
Oberdeutsch: „die obd. zeugnisse zeigen in der regel einen abweichenden anlaut und auch eine weitergreifende bedeutung“ (Deutsches Wörterbuch von Jacob Grimm und Wilhelm Grimm, Band 22, Spalten 1441 - 1446): Scherperschmid, Waffen- und Scherpenschmid,; Scherper („starkes Messer zum Spalten kleiner Holzblöcke“, „Taschenmesser“), Mondscherper („ein Messer mit drei Halbmondzeichen“). Hinwieder mit Affricata: Tscherpmesser („schlechtes, abgenütztes messer“).

## Aufbau
Ein Tscherper war ein sehr einfach gehaltenes Messer mit kurzer gerader starker Schaffuß-Klinge. Bei Arbeitstscherpern bestand das Heft in der Regel aus einfachem Holz, bei Repräsentationstscherpern, die zum Paradehabit getragen wurden, meistens aus Horn, oder gar Elfenbein mit Einlegearbeiten.

## Verwendung
Das Tscherpermesser musste von den Harzer Bergleuten als universelles Werkzeug immer in der Seitentasche an der Hose oder neben der Tasche am Gürtel mitgeführt werden. Der Tscherper diente in erster Linie dazu, die Helme der Eisen zurechtzuschneiden. Mit dem Tscherper wurde das Gezimmer in der Grube (dazu gehörten Stempel, Joche, Einstriche, Spreizen etc.) untersucht, um herauszufinden, ob dieses noch tragfähig war oder etwa durch Fäulnis schon gelitten hatte.
Jeder Bergmann hatte die Pflicht, gebrochene oder beschädigte Sprossen in den hölzernen Fahrten umgehend zu reparieren. Die Verordnung des Bergamtes zu Clausthal (1850) sagt: „…Da aber nicht jeder Bergmann eine Axt oder Barte führt, so hat sich jedoch ohne Ausnahme jeder einfahrende Bergmann mit seinem Tzscherper in guter Scheide zu versehen, um bei augenblicklicher Entbehrung einer Axt oder einer Barte mit Hülfe dieses Messers die Einziehung einer Sprosse doch wohl bewerkstelligen zu können.“ Tscherper: Beyer Otia met 2.,65.: – Scherber: Jeder Arbeiter ist angewiesen, ein gutes Feuerzeug und einen Scherber bei sich zu führen. Aeltere clausthalsche Bergpolizeivorschrift.
Es diente in den früheren Jahren dem Bergmann als Werkzeug und Essbesteck, mit dem er sein Brot „über den Daumen“ aß. Hiermit schnitt er, wie es kam, Tauwerk, Gezimmer und auch seine Mahlzeiten in den Pausen.
Der Tscherper diente auch als Signalmittel, indem die über Tage verbliebenen Leute damit an die Fahrten schlugen, was vor allem bei den älteren, kleinen Bergwerken bis vor Ort hörbar war.
In den 12 Büchern vom Bergwerk von Georgius Agricola sind alle damaligen Werkzeuge der Bergleute beschrieben und abgebildet. Dabei fehlt jedoch der Tscherper, der ihm wahrscheinlich nicht bekannt war.

## Rezeption
…(hervor) mein zschärper, scharf und gut,

du schneidest brod und eisenhelm,

doch auch in feindesblut

 Moritz Döring: Sächsische Bergreyhen, Freiberg 1839, Bd. 1, S. 92.
1. ↑  brod: Brot
2. ↑  eisenhelm: der Helm (Stiel) des Bergeisens

### Tscherperessen
Das Tscherperessen ist eine regionale Harzer Bergbautradition.